# Valerio Piccioni
Valerio Piccioni (Roma, 4 maggio 1967) è un fumettista italiano.

## Biografia
Nasce a Roma, diventando disegnatore da autodidatta.
Esordisce in una storia di Max Living del 1995, edita da L'Arca Perduta, per passare poi alla Scuola Romana del Fumetto con cui disegna due episodi per Intrepido.
In seguito si trasferisce a Genova, dove collabora con Maurizio Mantero in un episodio di Zona X, intitolato Il segreto della magia.
Dal 1999 fa parte dello staff dei disegnatori di Julia - Le avventure di una criminologa.
Nel febbraio 2016, sul Maxi Dylan Dog 26, viene pubblicata una storia da lui disegnata, dal titolo Il lago nero.
Dal 2019, assieme a Maurizio Di Vincenzo ed Emiliano Tanzillo, realizza le copertine della serie Samuel Stern, edita dalla casa editrice Bugs Comics.
Il suo stile di disegno viene descritto elegante, morbido e preciso, rimanendo al tempo stesso essenziale.

## Pubblicazioni
Storie per Julia

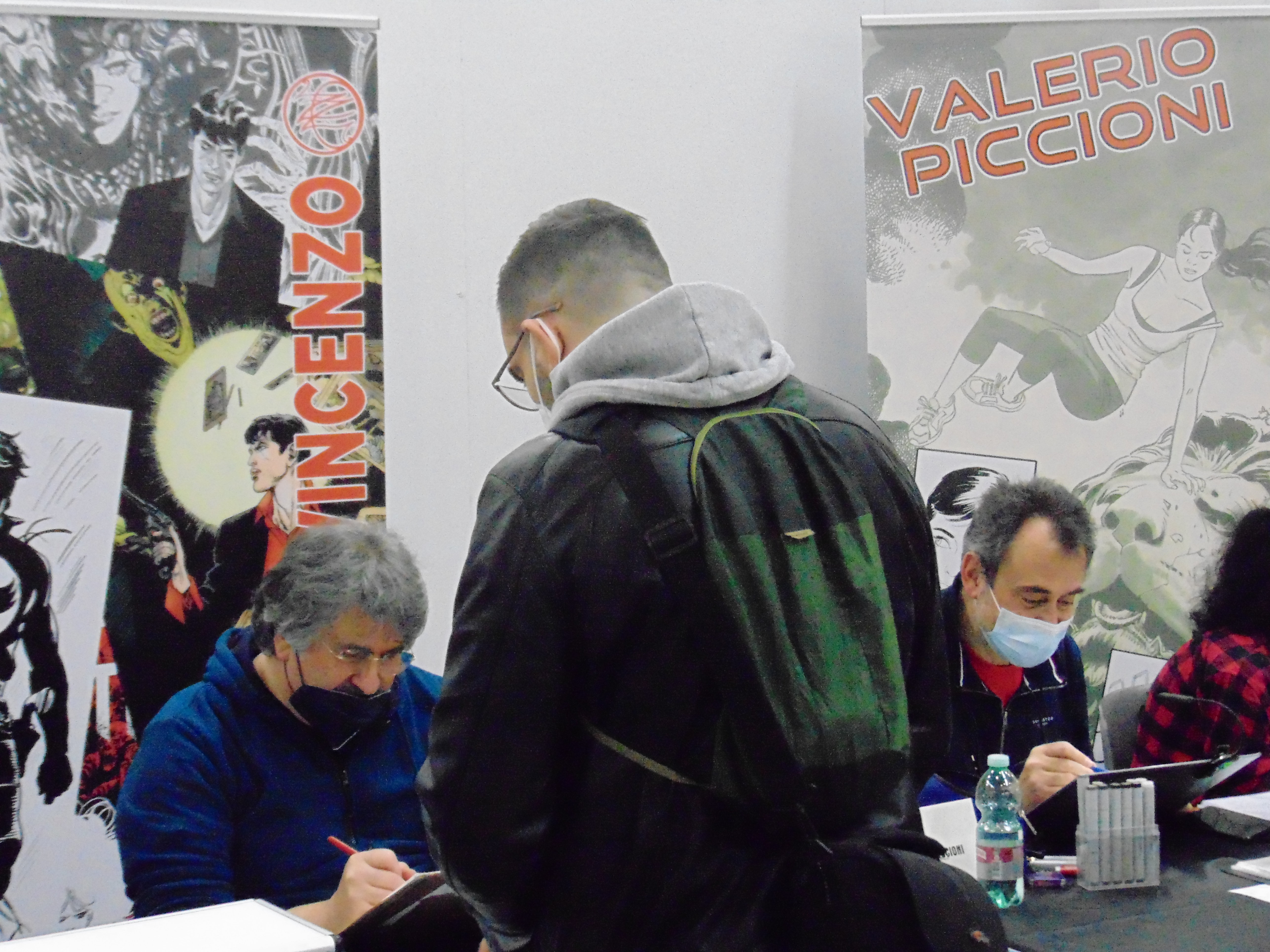
Valerio Piccioni (a destra) e Maurizio Di Vincenzo al Romics, aprile 2022.

- Giancarlo Berardi e Maurizio Mantero (testi), Valerio Piccioni, con la collaborazione di Maurizio Mantero e Enio (disegni); Il reduce, in Julia n. 10, Sergio Bonelli Editore, luglio 1999.
- Giancarlo Berardi e Maurizio Mantero (testi), Valerio Piccioni e Enio (disegni); Cielo nero, in Julia n. 20, Sergio Bonelli Editore, maggio 2000.
- Giancarlo Berardi con la collaborazione di Lorenzo Calza (testi), Valerio Piccioni e Enio (disegni); Il prezzo della libertà, in Julia n. 34, Sergio Bonelli Editore, luglio 2001.
- Giancarlo Berardi con la collaborazione di Lorenzo Calza (testi), Valerio Piccioni e Enio (disegni); Route 70, in Julia n. 35, Sergio Bonelli Editore, agosto 2001.
- Giancarlo Berardi e Giuseppe De Nardo (testi), Valerio Piccioni e Steve Boraley, con la collaborazione di Laura Zuccheri (disegni); Sangue nella stanza N°3, in Julia n. 47, Sergio Bonelli Editore, agosto 2002.
- Giancarlo Berardi e Maurizio Mantero (testi), Valerio Piccioni e Laura Zuccheri (disegni); Il corpo del reato, in Julia n. 56, Sergio Bonelli Editore, maggio 2003.
- Giancarlo Berardi, Lorenzo Calza, Alberto Ghè (testi), Valerio Piccioni (disegni); Indagine da camera, in Julia n. 74, Sergio Bonelli Editore, novembre 2004.
- Giancarlo Berardi, Lorenzo Calza, Alberto Ghè (testi), Valerio Piccioni (disegni); Pet shop, in Julia n. 88, Sergio Bonelli Editore, gennaio 2006.
- Giancarlo Berardi, Alberto Ghè (testi), Valerio Piccioni (disegni); L’ora d’aria, in Julia n. 106, Sergio Bonelli Editore, luglio 2007.
- Giancarlo Berardi, Lorenzo Calza (testi), Valerio Piccioni, Italo Mattone (disegni); Il mostro, in Julia n. 124, Sergio Bonelli Editore, gennaio 2009.
- Giancarlo Berardi, Lorenzo Calza (testi), Valerio Piccioni (disegni); I Gargoyle, in Julia n. 135, Sergio Bonelli Editore, dicembre 2009.
- Giancarlo Berardi, Lorenzo Calza (testi), Valerio Piccioni (disegni); E tutto finì in cenere, in Julia n. 148, Sergio Bonelli Editore, gennaio 2011.
- Giancarlo Berardi, Lorenzo Calza (testi), Valerio Piccioni (disegni); La guerra di Peter, in Julia n. 162, Sergio Bonelli Editore, marzo 2012.
- Giancarlo Berardi, Lorenzo Calza (testi), Valerio Piccioni (disegni); Cadavere in trasferta, in Julia n. 174, Sergio Bonelli Editore, marzo 2013.
- Giancarlo Berardi, Lorenzo Calza (testi), Valerio Piccioni, Luca Bonessi, Matteo Giurlanda (disegni); Stalking, in Julia n. 181, Sergio Bonelli Editore, ottobre 2013.
- Giancarlo Berardi, Lorenzo Calza (testi), Valerio Piccioni (disegni); Dorian, la dolce, in Julia n. 189, Sergio Bonelli Editore, giugno 2014.
- Giancarlo Berardi, Lorenzo Calza (testi), Valerio Piccioni, con la collaborazione di Marco Soldi e Luca Bonessi (disegni); Conflitto a fuoco, in Julia n. 201, Sergio Bonelli Editore, giugno 2015.
- Giancarlo Berardi, Lorenzo Calza (testi), Valerio Piccioni, Luca Bonessi, con la collaborazione di Marco Soldi e Luigi Pittaluga (disegni); Oro nero, sangue rosso, in Julia n. 207, Sergio Bonelli Editore, dicembre 2015.
- Giancarlo Berardi, Maurizio Mantero e Lorenzo Calza (testi), Valerio Piccioni, Luigi Copello e Steve Boraley (disegni); Viaggio in Italia, in Libri di Julia, Sergio Bonelli Editore, luglio 2017, ISBN 978-88-6961-189-6.
- Giancarlo Berardi, Lorenzo Calza (testi), Valerio Piccioni e Luca Bonessi (disegni); Il segreto di Stan, in Julia n. 227, Sergio Bonelli Editore, agosto 2017.

Storie per Dylan Dog
- Rita Porretto e Silvia Mericone (testi), Valerio Piccioni e Maurizio Di Vincenzo (disegni); Il lago nero, in Maxi Dylan Dog n. 26, Sergio Bonelli Editore, febbraio 2016.
- Fabrizio Accatino (testi), Valerio Piccioni e Maurizio Di Vincenzo (disegni); Diabolo The Great, in Dylan Dog Color Fest n. 18, Sergio Bonelli Editore, agosto 2016.
- Riccardo Secchi (testi), Valerio Piccioni (disegni); Il giorno della famiglia, in Dylan Dog n. 366, Sergio Bonelli Editore, marzo 2017.
- Rita Porretto e Silvia Mericone (testi), Valerio Piccioni e Maurizio Di Vincenzo (disegni); Cuore cattivo, in Dylan Dog: OldBoy n. 2, Sergio Bonelli Editore, agosto 2020.
- Rita Porretto e Silvia Mericone (testi), Valerio Piccioni e Maurizio Di Vincenzo (disegni); Le pareti del cervello, in Dylan Dog: OldBoy n. 11, Sergio Bonelli Editore, febbraio 2022.

Storie per Zagor
- Moreno Burattini (testi), Valerio Piccioni e Maurizio Di Vincenzo (disegni); Clear Water, in Zagor - Le origini n. 1, Sergio Bonelli Editore, maggio 2019.
- Moreno Burattini (testi), Valerio Piccioni e Maurizio Di Vincenzo (disegni); Furore!, in Zagor - Le origini n. 4, Sergio Bonelli Editore, agosto 2019.

Altro
- Makyo (testi), Makyo, Valerio Piccioni (disegni); Retrouvez Esther, in Les Pierres rouges n. 2, Delcourt, 24 marzo 2021.

Samuel Stern
- Copertinista della Samuel Stern#Serie regolare
- Gianmarco Fumasoli, Massimiliano Filadoro, Marco Savegnago, Adriana Farina (testi), Valerio Piccioni, Maurizio Di Vincenzo, Alessio Maruccia, Adriana Farina, Antonio Mlinaric (disegni); Come nasce un eroe, in Samuel Stern Extra n. 1, Bugs Comics, 2020.